# San Gustavo
San Gustavo är en ort i Argentina.   Den ligger i provinsen Entre Ríos, i den nordöstra delen av landet, 400 km norr om huvudstaden Buenos Aires. San Gustavo ligger 56 meter över havet och antalet invånare är 1 307.
Terrängen runt San Gustavo är mycket platt. Runt San Gustavo är det glesbefolkat, med 10 invånare per kvadratkilometer..
Trakten runt San Gustavo består i huvudsak av gräsmarker.